# 飯田忠彦
飯田 忠彦（いいだ ただひこ）は、幕末の徳山藩出身の国学者・歴史家。諱は初め恒憲、後に持直、忠彦と改名し、出家して黙叟と名乗る。通称は要人、刑部、左馬。字は子邦。号は環山、野史氏、夷浜釣叟。法名は志信院黙叟理現居士。『大日本野史』の著者として知られる。
父は徳山藩士・生田十郎兼門、母は大家某の娘。父の兼門は初め里見の姓を名乗っていたが、後に生田家の養子となった。兼門には三男一女があり、忠彦はその次男として生まれる。

## 生涯
忠彦は幼少より歴史に関心があり、2～3歳の頃は乳母が菅原道真の像を見せると泣き止み、5～6歳の頃には自ら道真の絵を描いていたという。8歳で『武鑑』、12歳で『大日本史』を愛読する。特に後者に感動した忠彦は、その記述が後小松天皇の時代で途絶している事を嘆き、続編の執筆を志すようになる。13歳で藩校に入り、翌年には同じ徳山藩士の松尾恒貞の養子となり、松尾恒憲と名乗って江戸に遊学し、兵学などを修める。だが、藩主・毛利広鎮に近侍していた文政元年（1818年）、女性問題を咎められた事から出奔してそのまま京都に上る。後に河内国八尾の郷士・飯田謙介忠直の婿養子となり、飯田要人持直と改名した。だが、ここでも養父との折り合いが悪く、文政6年（1823年）には妻キホと離縁し同家を出奔。飯田の姓を残し名を忠彦と改め、江戸に遊学しかねてからの念願である『大日本史』の続編編纂のための史料集めに奔走した。
天保5年11月27日（1834年12月27日）、有栖川宮の家来であった太田左兵衛という人物の紹介によって、忠彦は同家に取り立てられ、当主の韶仁親王より無任所の家来を意味する「家来無席」というポストを与えられた。これは宮家家臣の肩書きを与えることで、忠彦が史料収集で各地の寺社旧家等を訪ねる際に便宜を図るためであったと伝えられる。その後忠彦は活動の拠点を、韶仁親王の三男・公紹入道親王が門主を務める江戸の寛永寺に移し、ほぼ独力で続編執筆に励む。途中、草稿を寛永寺の僧に請われて同寺で活版印刷に付したものが、韶仁親王を通じて仁孝天皇に献じられている。
嘉永元年（1848年）、有栖川宮諸大夫・豊島茂文の誘いによって帰洛した忠彦は、韶仁親王の世子幟仁親王の家来として宮家に復帰した。この頃までに『大日本野史』の編纂を終え、嘉永4年に全291巻の清書が完成、同年5月29日（1851年6月28日）、豊島茂文とともに親交のあった人々を招待して「野史竟宴」と題した宴の席、今日で言うところの出版記念パーティーのようなものを催し、出席者はおのおの『大日本野史』の登場人物を選び、その人物を題材にした和歌や漢詩を詠んだ。詠者の中には、六人部是香・大国隆正・寺門静軒・鈴鹿連胤などの著名な人物も名を連ねている。この時詠まれた詩歌は同年に『野史竟宴詩歌』として編纂出版され、国立国会図書館等に現存している。
安政5年（1858年）、日米修好通商条約の勅許を江戸幕府が要請した際に、幟仁親王の長男・大宰帥熾仁親王は「諸外国は陽に貿易を求めて陰に邪教（キリスト教の意）を布教せんとしている」という意見書を朝廷に出した。この意見書は幕府の注目するところとなり、起草に関わったとされる忠彦と豊島泰盛（茂文の長男）は、同年12月6日（1859年1月9日）に京都町奉行より出頭を求められ、そのまま拘禁される。いわゆる安政の大獄に連座した形である。泰盛は10ヶ月ほど町奉行所に拘禁されたのちに放免となったが、忠彦はさらなる吟味のため江戸に送られる。このとき忠彦は吉田松陰のごとき刑死を覚悟したが、忠彦自身が具体的な政治活動を行っていなかったことや、有栖川宮から抗議がなされたことなどから、京都に戻されたうえで押込100日の刑を受けるだけとなった。安政7年2月6日（1860年2月27日）、刑期が満了した忠彦は青天白日の身となったが、翌月には隠居の上出家し、紀伊郡深草村（現在の京都市伏見区）の浄蓮華院にて隠遁生活を送り始めた。
だが、隠居と相前後して桜田門外の変が起こると、忠彦は同年（万延元年に改元）5月14日、事件への関与の疑いで突如伏見奉行に捕らえられる。前回の釈放からわずか3ヶ月しか経っていなかった。忠彦はこの件には全くの無関係であり、奉行所の取調べにも毅然として受け答えていたが、なおも奉行所は忠彦を「御尋合中の者」として付近の宿へ幽閉していた。忠彦は冤罪で捕らえられた上このような処遇を受けた事に憤激し、5月22日に所持していた脇差で喉を突き自害を図る。5日後、忠彦は手当ての甲斐なく死亡した。享年62。墓所は大阪府八尾市の浄源寺。
著書には『大日本野史』の他に『門跡伝』（22巻）、『諡号考』（10巻）、『諸家系図』（62巻）などがある。
忠彦は明治2年、幕末の殉難者として京都霊山護国神社に合祀されたほか、明治21年（1888年）には靖国神社にも合祀され、明治24年（1891年）に従四位を追贈された。